# Ozero Osusjnoje
Ozero Osusjnoje (ryska: Озеро Осушное) är en sjö i Belarus.   Den ligger i voblasten Homels voblast, i den centrala delen av landet, 210 km sydost om huvudstaden Minsk. Ozero Osusjnoje ligger 121 meter över havet. Arean är 0,40 kvadratkilometer.  Den sträcker sig 1,5 kilometer i nord-sydlig riktning, och 0,9 kilometer i öst-västlig riktning.
Omgivningarna runt Ozero Osusjnoje är en mosaik av jordbruksmark och naturlig växtlighet. Runt Ozero Osusjnoje är det ganska tätbefolkat, med 54 invånare per kvadratkilometer.